# 大阪府立刀根山高等学校
大阪府立刀根山高等学校（おおさかふりつ とねやまこうとうがっこう）は、大阪府豊中市刀根山6丁目にある府立高等学校。

## 概要
高校生急増期対策として、1977年に現在地に開校した。全日制普通科を設置する。
学校敷地内には、大阪府立高校としては珍しい裏山がある。裏山を通じての環境保全活動や防災活動などへの取り組みもおこなっている。
校地は、旧制大阪薬学専門学校およびその後身の大阪大学薬学部キャンパス跡地でもある。

## 沿革
かつてこの地にあった阪大薬学部のキャンパスは1975年に吹田に移転し、跡地に高等学校の誘致が検討された。
大阪府は豊中市に新設予定の高等学校の敷地としてこの地を選定し、それに府議会も承認を与え、1977年4月に開校した。

### 年表
- 1976年4月17日 - 大阪府立第106高等学校（仮称）の開校準備事務を開始。
- 1976年6月8日 - 第一期工事着工。
- 1976年12月17日 - 大阪府議会が大阪府条例の改正を議決。大阪府立刀根山高等学校の設置が決定。
- 1977年1月1日 - 大阪府条例に基づき大阪府立刀根山高等学校を設置。
- 1977年4月1日 - 大阪府立刀根山高等学校が開校。

## 交通
- 阪急宝塚線・大阪モノレール 蛍池駅 約700m
- 大阪モノレール 柴原阪大前駅 約900m

## 出身者
- 眠田直 - ゲーム作家、と学会運営委員、オタク芸人ユニット「オタクアミーゴス」
- 大西ライオン - お笑いタレント
- 加藤友介 - プロサッカー選手
- 佐藤淳 - サッカー指導者
- 千田翔太 - 将棋棋士